# VLAN Trunking Protocol
VTP (ang. VLAN Trunking Protocol) – protokół komunikacyjny działający w warstwie drugiej, służący do zarządzania wieloma sieciami wirtualnymi na jednym, wspólnym łączu fizycznym. Jest to własnościowy protokół firmy Cisco.
Protokół VTP działa w jednym z trzech trybów:
- tryb serwera – jest domyślnym trybem VTP. Jest możliwa edycja sieci VLAN, wersji VTP. Wszelkie zmiany są rozsyłane do innych urządzeń pracujących w sieci,
- tryb transparentny – istnieje możliwość edycji sieci wirtualnych, ale zmiany mają wpływ tylko na lokalny przełącznik. Przełącznik przekazuje ogłoszenia VTP, ale ich nie tworzy, ani nie przetwarza,
- tryb klienta – nie można edytować ustawień sieci VLAN. Informacje o sieciach VLAN są synchronizowane z innymi klientami i serwerami VTP.

Komunikaty VTP:
- summary advertisments,
- subset advertisments,
- advertisments requests,
- VTP join messages.

Pierwsze trzy są używane w normalnej interakcji pomiędzy serwerami VTP a klientem w dystrybucji informacji o VLAN, natomiast czwarty rodzaj komunikatów jest nieużywany do momentu uruchomienia VTP Pruning.